# Dan (grade)
Ne doit pas être confondu avec Duan, son équivalent chinois.
Pour les articles homonymes, voir Dan et Dans.
Le terme japonais dan (段) est utilisé dans les arts martiaux ainsi que d’autres pratiques traditionnelles japonaises comme l’ikebana (arrangement floral), le go, le shōgi ou la cérémonie du thé (chado ou chanoyu) pour signaler différents niveaux de maîtrise ou d’expérience.

## Description
Le système des grades dan prend place après celui des kyū. Dans la plupart des arts martiaux, la qualité de détenteur d’un grade dan (yūdansha, 有段者) est signalée par le port d’une ceinture noire. Les niveaux possibles vont traditionnellement, par ordre croissant de maîtrise, du premier au dixième dan. Les premiers dan peuvent généralement être obtenus sur présentation à des examens ou à des compétitions. Les grades les plus élevés requièrent en revanche des années d’expérience et une contribution significative à l’activité en question, par l’enseignement ou la recherche.
Les grades les plus élevés ne peuvent être décernés que par le titulaire d’un grade supérieur représentant une institution centrale.
Le système des grades dan est une invention datant du XXe siècle afin de remplacer le système traditionnel de certificats d’aptitude (lesquels s'énonçaient cependant également en dan). Ainsi, le premier dan correspond au moment où, dans les écoles traditionnelles, le candidat à l’apprentissage finissait sa période de probation et était considéré comme digne de recevoir le véritable enseignement. Strictement parlant, le premier dan est le grade du débutant (désigné en japonais par shodan, qui signifie, non « premier dan », mais « dan débutant »). De même, le dixième dan est en général réservé au fondateur de l’art martial, et ne peut être décerné que par lui (l'explication venant de l'ancien système de grades chinois, où le neuvième « niveau » représentait par définition l'approche du divin, ou de la perfection, et ne pouvait donc être humainement dépassé). Cette situation a entraîné la disparition de ce grade dans certains arts martiaux.
Ces règles n'ont rien d'absolu.
Maître Jigoro Kano a reçu un 12e dan en tant que créateur du Judo.
Certains maîtres japonais (maître Gichin Funakoshi) se sont refusés à délivrer des grades supérieurs au 5e dan.
L’école de Ninjutsu Bujinkan dont l’enseignement couvre neuf styles d’arts martiaux, délivre jusqu’au 15e dan, (source : maître Masaaki Hatsumi et maître Takamatsu Toshitsugu).
Il est des grands maîtres, tel maître Henry Plée pour le Karaté, qui restent au 10e dan depuis plus de 23 ans, alors que leurs approfondissements, recherches et dévouement à leur art continuent d’apporter beaucoup à tous (source : Karaté Bushido Magazine, mai 2010).[pas clair]
En japonais, les grades portent les noms (voir Numération japonaise), :
- 1er dan : shodan (ici, sho ne désigne pas « un », mais « début ») ;
- 2e dan : nidan ;
- 3e dan : sandan ;
- 4e dan : yondan (ou shidan moins utilisé) ;
- 5e dan : godan ;
- 6e dan : rokudan ;
- 7e dan : nanadan (ou shichidan et parfois transcrit sitchidan moins utilisés) ;
- 8e dan : hachidan ;
- 9e dan : kyudan ;
- 10e dan : judan;
- 11e dan : jûichidan ;
- 12e dan : jûnidan ;
- 13e dan : jûsandan ;
- 14e dan : jûyondan ;
- 15e dan : jûgodan.

## En France
En France, la délivrance des dan est contrôlée par l’État, qui autorise une fédération par activité à les délivrer. Cette reconnaissance « officielle » des différents Dan est un pré-requis pour se présenter aux examens afin d'obtenir les diplômes d'état de la discipline qui permettent à la personne d'enseigner à titre professionnel : le 1er dan est requis pour le BPJEPS, le 2e dan est requis pour le CQP et DEJEPS et le 3e dan pour le DESJEPS. 
Les dan délivrés à l’étranger, et donc notamment par les fédérations japonaises, ne sont pas reconnus par l’État français.
Le Code du sport précise (loi 84-610 du 16 juillet 1984, modifiée par la loi 2000-677 du 6 juillet 2000) :
En France, les fédérations reconnues  pour délivrer des dans sont : la Fédération française de judo, jujitsu, kendo et disciplines associées, la
Fédération française de karaté, la
Fédération française de taekwondo et disciplines associées, et la
Fédération française d'aïkido et de budo. Elles disposent chacune d'une  commission spécialisée des Dans et grades équivalents (CSDGE).
Article L212-1
I. - Seuls peuvent, contre rémunération, enseigner, animer ou encadrer une activité physique ou sportive […] les titulaires d’un diplôme […] garantissant la compétence de son titulaire en matière de sécurité des pratiquants et des tiers dans l’activité considérée ;
Article L212-5
Dans les disciplines sportives relevant des arts martiaux, nul ne peut se prévaloir d’un dan ou d’un grade équivalent sanctionnant les qualités sportives et les connaissances techniques et, le cas échéant, les performances en compétition s’il n’a pas été délivré par la commission spécialisée des dans et grades équivalents de la fédération délégataire ou, à défaut, de la fédération agréée consacrée exclusivement aux arts martiaux.
Un arrêté du ministre chargé des sports, fixe la liste des fédérations mentionnées au premier alinéa.
Article L212-6
Les commissions spécialisées des dans et grades équivalents, dont la composition est fixée par arrêté du ministre chargé des sports après consultation des fédérations concernées, soumettent les conditions de délivrance de ces dans et grades au ministre chargé des sports qui les approuve par arrêté.
La proposition de loi du 16 février 1999 du député Patrick Leroy expose les motifs de cette réglementation :
L’évolution des pratiques sportives a nécessité la mise en place d’une réglementation propre à certaines disciplines pouvant présenter des risques pour la sécurité tant physique que morale des licenciés. Parmi ces disciplines figurent les arts martiaux dont la délivrance des titres que sont les grades et dan requiert un dispositif particulier. Cette réglementation fait partie intégrante du service public du sport et vise à éviter entre autres les dérives sectaires.
Selon ce même exposé, entre 1993 et 1998, environ 60 000 grades dan ont été délivrés, toutes disciplines et niveaux confondus.